# 薬王寺 (鎌倉市)
薬王寺（やくおうじ）は、神奈川県鎌倉市扇ガ谷にある、日蓮宗の寺院。山号は大乗山。

## 概要
かつては、梅嶺山夜光寺と称し、真言宗の寺院であった。
1293年（永仁元年）日蓮の弟子日像により、日蓮宗に改宗した。寛永年間（1624年 – 1645年）、徳川忠長室松孝院の援助で不受不施派の僧日達(細井日達とは別人)が再建し、大乗山薬王寺と改称した。1720年（享保5年）の火災で、五重塔（徳川忠長供養塔）など諸堂を焼失する。1842年（天保13年）天保の改革にて廃寺となった感応寺の祖師像を移設する。
旧本寺は広島國前寺。潮師法縁。

## 交通アクセス
- 東日本旅客鉄道鎌倉駅から徒歩15分。
- 江ノ島電鉄鎌倉駅から徒歩15分。